# Historisches Museum Itokoku
Das Historische Museum Itokoku (jap. 伊都国歴史博物館, Itokoku Rekishi Hakubutsukan, engl. Ito-koku History Museum) ist ein archäologisches Museum in Itoshima, in der Präfektur Fukuoka, Japan mit dem historischen Staat Ito als Themenschwerpunkt. Das Museum wurde ursprünglich als „Historisches Archiv Ito“ (伊都歴史資料館, Ito Rekishi Shiryōkan) im Jahr 1982 eröffnet und seit dem 29. Oktober 2004 unter dem heutigen Namen als Museum der Stadt Maebaru fortgeführt. Mit dem Zusammenschluss der Städte Maebaru, Nijō und Shima zu Großstadt Itoshima ging auch das Museum in den städtischen Besitz Itoshimas über.
Ursprünglich sollte der Archäologe Dairoku Harada, der sich um die Ausgrabung insbesondere des Fundplatzes Hirabaru verdient gemacht hatte, die Leitung des „Historischen Archivs Ito“ übernehmen. Er verstarb jedoch in der Vorbereitungs- und Eröffnungsphase des Museums, weshalb man zu seinen Ehren eine Bronzestatue aufstellte, die sich noch heute auf der Rückseite des ersten Gebäudes, in dem das Archiv eröffnet worden war, befindet. Der vierstöckige Neubau des Museums wurde unmittelbar neben diesem alten Gebäude errichtet und in der zweiten Etage durch einen Übergang mit dem alten Gebäude verbunden. Die Gesamtfläche des Museums beträgt 14.312 m², davon 4119 m² Innenraum und 1108 m² Ausstellungsfläche.

## Ausstellungsschwerpunkte
- Fundstücke aus der Grabungsstätte Hirabaru. insbesondere auch den größten bis dato gefundenen Bronzespiegel mit einem Durchmesser von 46,5 cm und einem Gewicht von 8 kg, daneben eine Vielzahl von kommaförmigen und kugeligen (Achat)Perlen.
- Ausgestellt sind auch Teile des 2006 zum Nationalschatz deklarierten Inhalts aus dem Sarg, der in Hirabaru entdeckt wurde (福岡県平原方形周溝墓出土品(一括))[2]